# Sint-Petrus' Bandenkerk of Hofkerk
De Sint-Petrus' Bandenkerk of Hofkerk is een kerk in Bergeijk in de provincie Noord-Brabant.
Het is een gotische kruiskerk zonder toren, maar met een klein kruistorentje, in pseudobasilikale stijl gebouwd. De toren is in 1650 omgevallen en nooit meer herbouwd.
Het koor is uit 1422, en het laatgotische bakstenen dwarspand en schip stammen uit het begin van de 16e eeuw. Voor die tijd was het schip lager. Aan de zuidkant zijn de ramen hoger dan aan de noordkant, om een betere lichtval in de kerk te verkrijgen.
Het schip en dwarspand hebben een vijfribbig tongewelf en het koor heeft een kruisribgewelf. Het interieur is sober. De kerk is van 1648 tot 1798 gebruikt voor de protestantse eredienst. Van 1888-1893 werd de kerk gerestaureerd en vergroot door Caspar Franssen.
Na de Tweede Wereldoorlog bouwden de katholieken een nieuwe, grotere kerk op de Elzenhof waarin de belangrijkste monumenten uit het interieur geplaatst werden. De Hofkerk heeft leeggestaan van 1965-1994.
In de jaren 70 van de 20e eeuw werd de kerk tot rijksmonument verklaard en gerestaureerd. Ze werd aanvankelijk slechts voor bijzondere diensten gebruikt, maar toen het aantal kerkgangers verminderde heeft men de Hofkerk weer als parochiekerk in gebruik genomen en is de nieuwe kerk, op de toren na, gesloopt.
Het interieur bevat beelden van Sint-Jan en Sint-Lucia uit 1490. Het Johannesbeeld wordt toegeschreven aan Meester Arndt van Utrecht en het Luciabeeld aan de Meester van de Heiligenbeelden uit Leende. Er is een apostelbeeld uit 1480, een tweetal Mariabeelden, een biechtstoel en een communiebank zijn uit de 18e eeuw. Het orgel is uit 1902. Het werd gebouwd door Michaël Maarschalkerweerd voor de Hervormde kerk te Geervliet, gerestaureerd van 1999-2001 en daarna in Bergeijk geplaatst. Het telt 21 registers en is vooral geschikt voor 19e-eeuwse en 20e-eeuwse muziek.

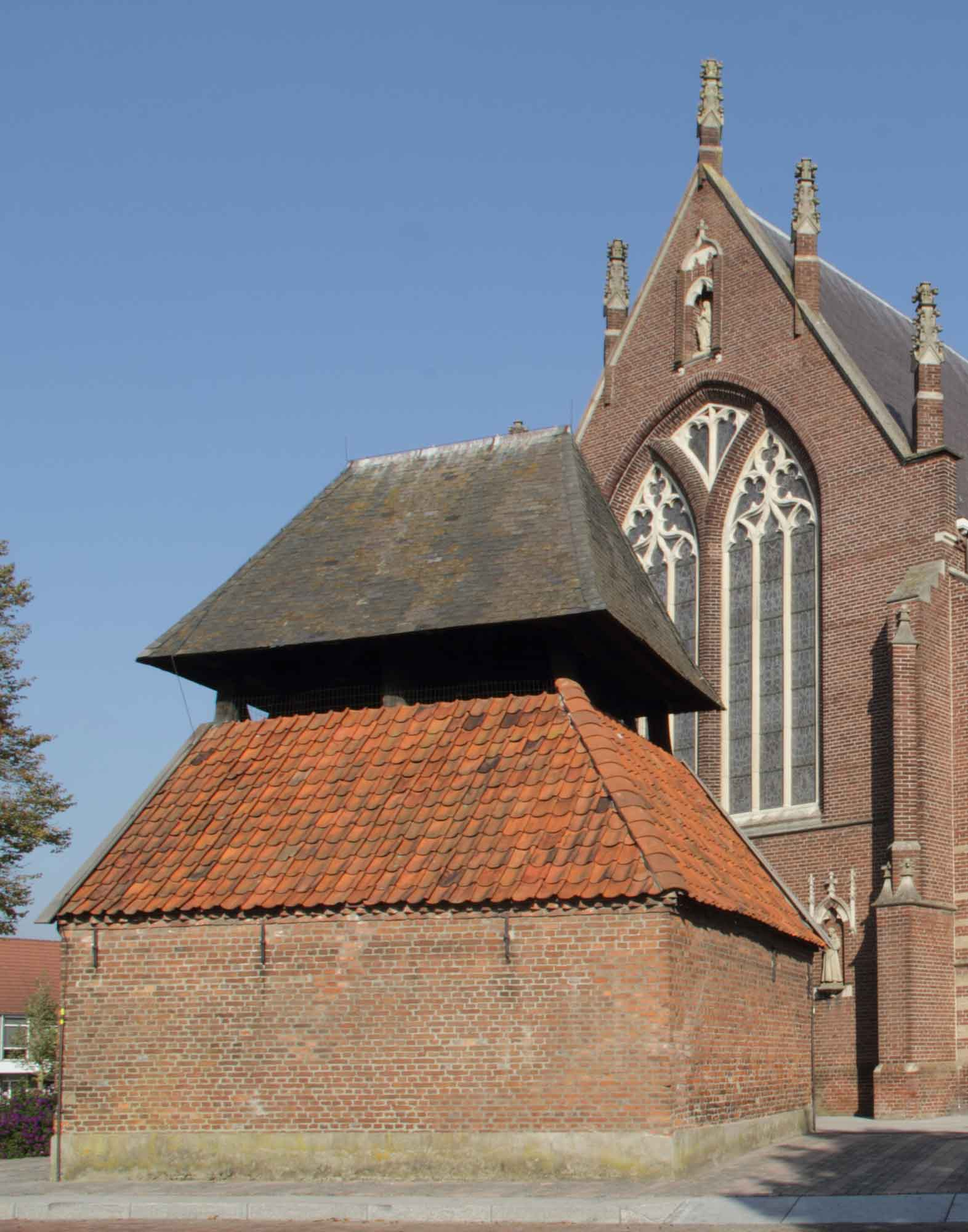
Klokhuis

Bij de kerk staat ook het enige klokhuis van Noord-Brabant.